# 後藤陽次郎
後藤 陽次郎（ごとう ようじろう、1946年（昭和21年）- ）は、日本のデザインプロデューサー。株式会社デザインインデックス代表取締役。愛媛県生まれ。

## 来歴・人物
1946年愛媛県生まれ。後に東京都へ転居し、旧・永田町小学校（現麹町小学校）卒業。
1969年慶應義塾大学商学部卒業、同年博報堂入社。入社後はCMプロデューサーとして活躍。カネボウやシェル石油、味の素ゼネラルフーヅなど、多くの商品を手掛けた。
1981年博報堂を退社し、同年シンクタンク博報堂生活総合研究所創設に参加。CMプロデュースを手がける一方で、商品開発から店舗プロデュースへと仕事の幅を広げていった。1983年にはインテリア小物・雑貨のセレクトショップ、株式会社デザインインデックスを創業。このとき、システム手帳を日本で初めて輸入・販売。1994年には、ロンドンに本店を置くザ・コンランショップを日本で初めて導入し、以来日本におけるスーパーバイザーとして商品構成からオリジナル商品の開発、デザイン・ディスプレイの監修を担当した。
その他、ペプシコーラ「ペプシマン」の総合プロデュース、元麻布ヒルズ、六本木ヒルズレジデンスのモデルルームインテリアコーディネイト、那須の「二期倶楽部東館」や銀座「リプトン・ティーハウス」、富津「BRISTOL HILL 」の総合プロデュースなどを手掛けた。

### 監修
- 『Terence Conran on restaurants』テレンス・コンラン著、野沢佳織、畑裕子訳 リビング・デザインセンター 2001

### 出演番組
- 『グリーンの教え』BS-TBS（2011,4,23放送回）[3]